# Corida - moartea taurului
Corida - moartea taurului este o pictură în ulei pe pânză din 1865 realizată de pictorul francez Édouard Manet. Acum se află în Art Institute of Chicago.
Împreună cu Lupta cu taurul și Moartea picadorului (o acuarelă aflată în colecție privată), face parte dintr-o serie de lucrări pictate după întoarcerea din Spania. Începând cu 1862, Manet a realizat mai multe lucrări despre coridă - două picturi pe pânză produse ca parte din Episod la coridă (Omul mort și Corida), Domnișoara V îmbrăcată ca un toreador și Matador salutând.